# Bill Fay
Bill Fay, all'anagrafe William Fay (Londra, 9 settembre 1943 – Londra, 22 febbraio 2025), è stato un cantautore e pianista britannico.

## Biografia
Esordì nel 1967 con il singolo Some Good Advice/Screams in the Ears per la Deram prodotto dal manager di Donovan, Peter Eden.
Per l'album d'esordio, l'eponimo Bill Fay, si dovettero attendere tre anni. In questo album Fay si ispira ai cantautori classici Bob Dylan e Leonard Cohen ma con testi più vicini alle storie raccontate dai conterranei Nick Drake e Al Stewart.
Nel 1971 uscì il secondo album Time of the Last Persecution caratterizzato da un matrice più rock. L'album fu stroncato dalla critica colpita negativamente dalle liriche pessimistiche e preoccupata dallo stato mentale dell'artista; anche il successo di pubblico fu scarso tanto da far chiudere il contratto con la Decca.
Per un lunghissimo periodo se ne persero le tracce, divenne un artista di culto e solo nel 1998 i suoi due album furono ristampati su CD per la See For Miles. Jeff Tweedy dei Wilco, uno tra i suoi principali estimatori, interpretò il suo brano Be Not So Fearful in varie occasioni tra cui nel documentario I Am Trying to Break Your Heart: A Film About Wilco e pubblicò nel 2005 l'album scomparso Tomorrow, Tomorrow & Tomorrow mentre David Tibet raccolse nell'album Still Some Light nel 2010 alcune sue registrazioni demo.
Successivamente Joshua Henry convinse Fay a ritornare in studio per registrare nuovi brani e per l'occasione raccolse intorno a sé il chitarrista Ray Russell ed il batterista Alan Rushton che avevano collaborato con Fay in occasione del secondo album. Questo nuovo album, Life Is People ed in cui appare Jeff Tweedy ai cori nel brano This World, uscì nell'agosto del 2012 per la Dead Oceans e fu subito accolto molto favorevolmente dalla critica specializzata.
Nel 2015 ha pubblicato un nuovo lavoro Who is The Sender? composto da dodici brani più la rilettura di un suo brano uscito nel 1971 su Time of the Last Persecution.
Bill Fay è morto nel 2025. Da tempo lottava contro la malattia di Parkinson. 

## Discografia

### Album in studio
- 1970 - Bill Fay (Deram/Esoteric Records)
- 1971 - Time of the Last Persecution (Deram/Esoteric Records)
- 2005 - Tomorrow, Tomorrow & Tomorrow (Durtro Jnana)
- 2012 - Life Is People (Dead Oceans)
- 2015 - Who is The Sender? (Dead Oceans)
- 2020 - Countless Branches

### Raccolte
- 2004 - From the Bottom of an Old Grandfather Clock (Wooden Hill)
- 2010 - Still Some Light (Coptic Cat)